# Franz Siechen

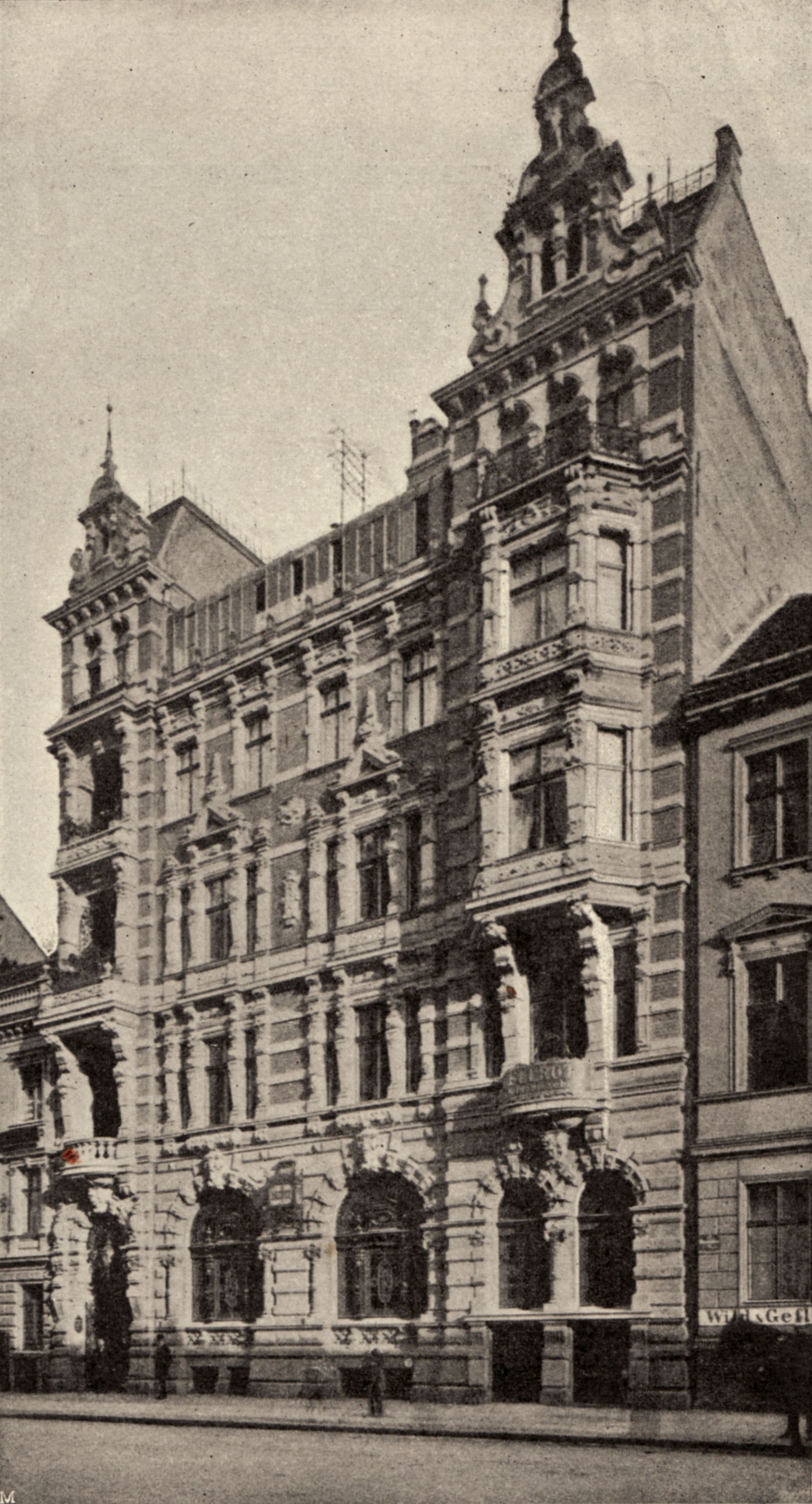
Bierhaus Siechen in der Behrenstraße (Eröffnung 1883)

Franz Karl August Theodor Siechen (* 2. April 1846 in Berlin; † 24. September 1913 ebenda) war ein deutscher Unternehmer und Gastronom in Berlin.

## Leben
Siechen war der Sohn des Berliner Gastronomen Carl Siechen, der auch Herausgeber des satirischen Oppositionsblattes Ewige Lampe war, und der 1845 in Berlin ein Bierhaus mit Restaurant eröffnet und dieses zum bekannten Bierhaus Siechen ausgebaut hatte, und dessen Ehefrau Luise Dümmler. Nach seines Vaters Tod übernahm Sohn Franz das erfolgreiche Brauerei-Unternehmen und machte es weltbekannt. 1870 führte Siechen in Berlin das Nürnberger Reif-Bier (Brauhaus Nürnberg J.G. Reif AG) ein. Es wechselte seinen Namen zu Siechenbier. 1883 verlegte er das Bierhaus in den Neubau Behrenstraße 23/24. Auch in diesem Bierhaus „im Nürnberger Stil“ versammelten sich am Künstlerstammtisch – wie schon im früheren Lokal und schon zur Zeit des Vaters – wieder die Bühnengrößen Berlins.

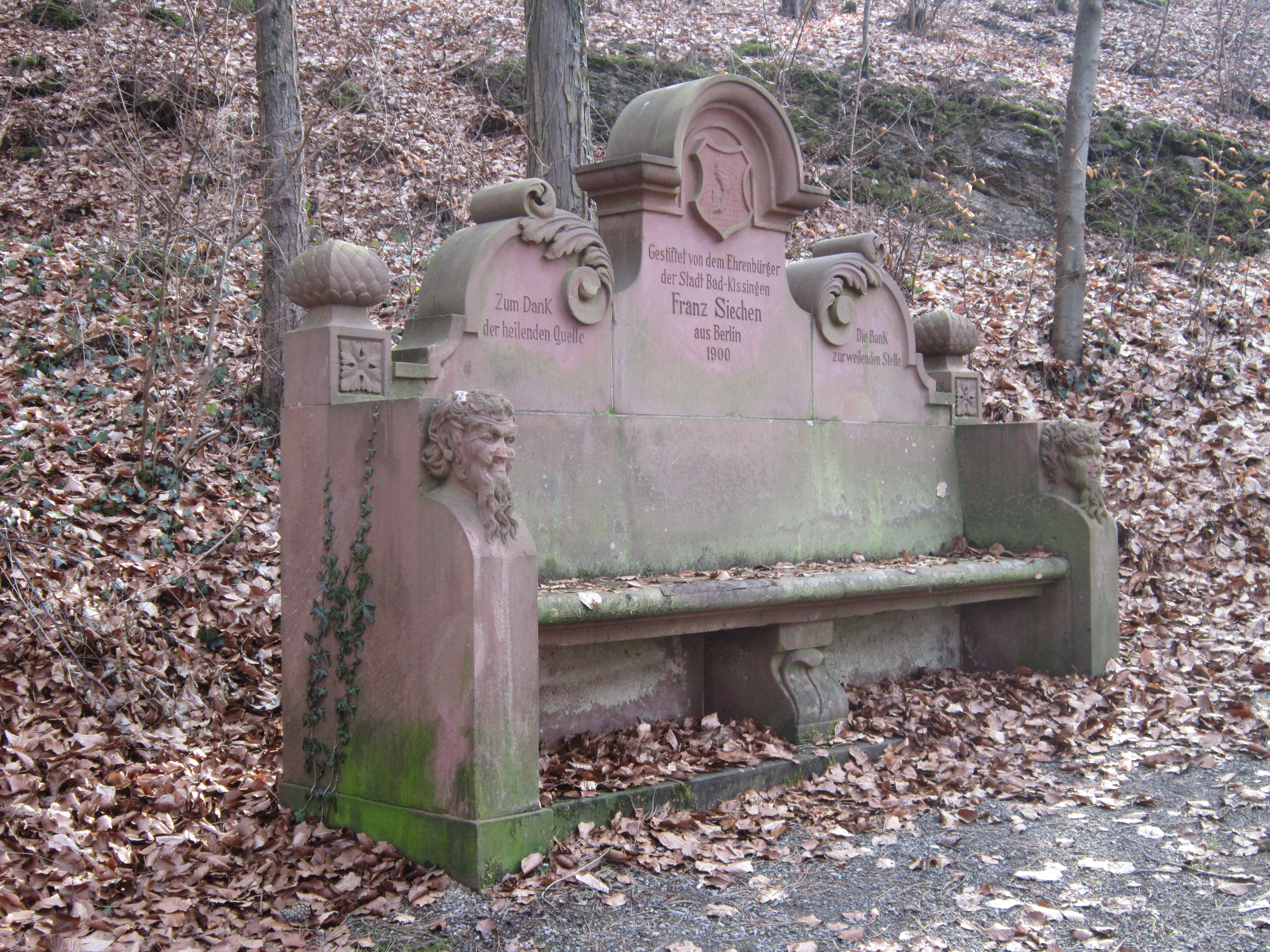
Die Siechen-Bank in Bad Kissingen

Franz Siechen hatte wie sein jüngerer Bruder Max vom Vater dessen künstlerische Talent geerbt: Er wurde ein ausgezeichneter Geiger, Bruder Max (1850–1897) wie der Vater ein guter Heldentenor.
Siechen kam mehrmals zur Kur nach Bad Kissingen und förderte Unterhalt und Pflege des vom Badearzt Franz Anton von Balling seinerzeit gegründeten „Ballinghains“. Hierfür dankte ihm im Jahr 1900 anlässlich des 100. Balling-Geburtstages die Stadt mit Verleihung ihrer Ehrenbürgerwürde. Die Ehrenbürgerliste führt Siechen zu diesem Zeitpunkt bereits als Privatier. Im „Ballinghain“ steht noch heute die von ihm im Jahr 1900 gestiftete steinerne „Siechen-Bank“.